# عنات أتزمون
عنات أتزمون (بالعبرية: ענת עצמון‏) هي مغنية وممثلة إسرائيلية، ولدت في 27 نوفمبر 1958 في إسرائيل.

## وصلات خارجية
- عنات أتزمون على موقع IMDb (الإنجليزية)
- عنات أتزمون على موقع ألو سيني (الفرنسية)
- عنات أتزمون على موقع ميوزك برينز (الإنجليزية)
- عنات أتزمون على موقع أول موفي (الإنجليزية)
- عنات أتزمون على موقع قاعدة بيانات الأفلام السويدية (السويدية)
- عنات أتزمون على موقع ديسكوغز (الإنجليزية)
- عنات أتزمون على موقع قاعدة بيانات الفيلم (الإنجليزية)
- عنات أتزمون على موقع كينوبويسك (الروسية)